# Manuela Giugliano
Manuela Giugliano (Castelfranco Veneto, 18 augustus 1997) is een voetbalspeelster uit Italië. Ze speelt als middenvelder voor AS Roma in de Serie A.

## Clubcarrière
Giugliano speelde voor ACFD Pordenone alvorens ze zich in 2014 bij ASD Torres Calcio voegde. In het volgende jaar tekende ze een contract bij ASD Mozzanicia. In de zomer van 2016 ging ze bij het Spaanse Atlético Madrid haar eerste buitenlandse avontuur aan. Door persoonlijke redenen keerde ze echter vervroegd terug en speelde ze geen wedstrijd in de Spaanse Primera División. Op 22 september 2016 tekende ze in haar geboorteland een contract bij AGSM Verona. Giugliano's volgende club was Brescia in 2017. Toen deze club haar licente verloor aan AC Milan, maakte Giugliano ook de overstap mee naar deze club.
Na een seizoen bij AC Milan, maakte Giugliano op op 16 juli 2019 de overstap naar AS Roma. Ze verdiende deze transfer na haar prestaties op het WK 2019. Persoonlijk werd ze door haar prestaties onderscheiden als 'Italiaans voetbalster van het jaar' tijdens het Gran Galà del Calcio in 20119.
In augustus 2020 ging Giugliano een langdurige verbintenis aan in de Italiaanse hoofdstad door een contractverlenging te tekenen voor drie jaar. In 2021 wist Giugliano met AS Roma de Coppa Italia te winnen. Dit was voor de Romeinse club de eerste grote hoofdprijs sinds het ontstaan van de club in 2018.

## Statistieken
| Seizoen | Club              | Land   | Competitie | Wedstrijden | Doelpunten |
| ------- | ----------------- | ------ | ---------- | ----------- | ---------- |
| 2013/14 | ACF Pordenone     | Italië | Serie A    | 16          | 1          |
| 2014/15 | ASD Torres Calcio | Italië | Serie A    | 22          | 3          |
| 2015/16 | ASD Mozzanica     | Italië | Serie A    | 15          | 10         |
| 2016/17 | Hellas Verona     | Italië | Serie A    | 21          | 15         |
| 2017/18 | Brescia Calcio    | Italië | Serie A    | 22          | 3          |
| 2018/19 | AC Milan          | Italië | Serie A    | 20          | 3          |
| 2019/20 | AS Roma           | Italië | Serie A    | 12          | 2          |
| 2020/21 | AS Roma           | Italië | Serie A    | 21          | 4          |
| 2021/22 | AS Roma           | Italië | Serie A    | 19          | 4          |
| 2022/23 | AS Roma           | Italië | Serie A    | 23          | 6          |
| 2023/24 | AS Roma           | Italië | Serie A    | 25          | 10         |
| 2024/25 | AS Roma           | Italië | Serie A    | 23          | 10         |
| Totaal  | Totaal            | Totaal | Totaal     | 239         | 71         |

Laatste update: 18 april 2025

## Interlandcarrière
Giugliano maakte haar debuut voor het Italiaanse nationale team in een 2-1 overwinning op Oekraïne op 25 oktober 2014. Ze maakte haar eerste interlanddoelpunt in een 6-1 overwinning op Georgië op 18 september 2015 door doel te treffen in de 23e minuut.
Giugliano werd door bondcoach Antonio Cabrini opgenomen in zijn selectie voor op het EK 2017 in Nederland. Twee jaar later werd ze ook opgeroepen door de nieuwe bondscoach Milena Bertolini voor de Italiaanse selectie op het WK 2019, waar Italië voor het eerst weer meedeed aan een wereldkampioenschap na twintig jaar absentie. Giugliano fungeerde als een belangrijke spil op het middenveld en hielp haar land aan de kwartfinale, die verloren ging met 0-2 tegen Nederland. In 2021 wist Giugliano zich met Italië te plaatsen voor het volgende eindtoernooi, het EK 2022 in Engeland. Hier was Giugliano opnieuw van de partij, maar werd ze met haar land al uitgeschakeld in de groepsfase. Een jaar later kwam Giugliano met Italië in actie op het WK 2023, waarin de groepsfase na een nederlaag tegen Zuid-Afrika opnieuw het eindstation was.